# Gérard Thalmann
Gérard Thalmann (* 26. Mai 1944 in Chavannes-près-Renens; † 12. Januar 2012 in Paris) war ein schweizerisch-französischer Maler, Zeichner, Lithograf, Szenograf, Aktionskünstler und Dichter.

## Leben und Werk
Gérard Thalmann fing als 14-Jähriger an zu malen. 1959 absolvierte er in Genf eine Lehre als Bauzeichner im Architekturbüro Tschudin & Bellussi. 1960 besuchte er die Museen in Venedig, Florenz, Rom und Paris. 1961 stellte er unter dem Titel Kunst, natürliche Bedürfnisse des Menschen erstmals seine Werke in der öffentlichen Toilette am Place du Bourg-de-Four im historischen Zentrum der Altstadt von Genf aus.
Zahlreiche Reisen und Projekte sowie Gruppen- und Einzelausstellungen im In- und Ausland folgten. 1979 heiratete er die aus Paris stammende Schriftstellerin Ghislaine Dunant (* 1950). 1980 erhielt Thalmann die französische Staatsbürgerschaft. 2008 wurde das Ehepaar geschieden.
Von 1987 bis Ende 1991 war er Mitglied des «Club», einer informellen Bewegung für Künstler, Schriftsteller, Dichter und Essayisten. Der Club wurde auf Initiative des Dichters, Schriftstellers und Kunstkritikers Alain Jouffroy (1928–2015) sowie von Félix Guattari gegründet. Thalmann hatte dort u. a. Kontakt zu Gérard Fromanger, Félix Guattari, Jacques Grué, Kaddhim Jihad und Oliviers Le Bars. Mit Alain Jouffroy, der viele Texte zu seinen Arbeiten schrieb, blieb er zeitlebens befreundet.  
Ab 1990 schrieb Thalmann zahlreiche Gedichte. Ab 1997 entstanden erste Computer-Werke. Thalmanns Werke sind in zahlreichen Sammlungen im In- und Ausland vertreten.